# Gilberto Mazzi
Gilberto Mazzi (Alessandria, 3 gennaio 1909 – Roma, 8 giugno 1978) è stato un cantante e attore italiano.

## Biografia
Alla prima Gara nazionale per gli artisti della canzone bandita dall'EIAR nell'ottobre 1938, il ventinovenne Mazzi si classifica tra i quattordici vincitori prendendo parte, il 18 gennaio 1939, con le orchestre di Angelini, Barzizza e Tito Petralia alla loro prima trasmissione radiofonica.
Dotato di una voce intonata e gradevole, Gilberto Mazzi inizia una carriera da cantante il cui punto più alto coincide con il grande successo della canzone Mille lire al mese, che lo conduce poi a partecipare a numerosi spettacoli di varietà, fra cui Non c'è radio senza spine (1940), Clan (1941).
Nel 1948 entra a far parte della Compagnia del Teatro Comico Musicale di Roma della Rai, suoi compagni sono Isa Bellini, Wanda Tettoni, Raffaele Pisu, Giusi Raspani Dandolo, ed altri, con la direzione di Riccardo Mantoni, producendo una grande quantità di spettacoli radiofonici per buona parte degli anni cinquanta.
Successivamente viene richiesto anche dal cinema, dove viene utilizzato in modesti ruoli di caratterista. In un film degli anni sessanta si firma con lo pseudonimo Gilbert Mash. Attivo anche nel doppiaggio, ma in modo saltuario.
In televisione ha fatto parte del cast dello sceneggiato televisivo del 1962 diretto da Anton Giulio Majano Una tragedia americana.
Nel 1968 ha recitato con il Quartetto Cetra in Non cantare, spara.
Gilberto Mazzi è morto nel 1978; è stato sepolto nel Cimitero Flaminio di Roma.

## Discografia

### Singoli
- 1939: Chitarra spagnola/Valzer dell'organino (Parlophon, GP 92789)
- 1939: Mille lire al mese/Alba allegra (Parlophon, GP 92796)
- 1939: Mustafà/Juanita (Parlophon, GP 92872; lato A con il Trio Lescano)
- 1939: Che cos'è?/Insomma voi chi siete? (Parlophon, GP 92928)
- 1939: Era lei sì sì/Ma quando te ne vai? (Parlophon, GP 92945: lato A con Maria Pia Arcangeli; lato B Maria Pia Arcangeli da sola)
- 1939: Ricordare/Ritorno alla vita (Parlophon, GP 92957)
- 1939: Chi sposa Maria Rosa/Nessuno (Parlophon, GP 92958)
- 1939: Donna Gelsomina/In campagna... com'è bello far l'amore (Parlophon, GP 92959)
- 1939: Scintille/Questa notte saprai (Parlophon, GP 92960)
- 1939: È nata una canzone/C'è il sole nel mio cuore (Parlophon, GP 92966) - dal film Al gatto bianco
- 1939: Biancaneve/Donna Gelsomina (Parlophon, GP 92967)
- 1939: Dove sei Lulù?/Amami di più (Parlophon, GP 92968) - dal film Imputato, alzatevi!
- 1939: All'idea di quel matallo/Fra tanti gusti (Parlophon, IT 658)
- 1939: Ditelo voi!/Sai dirmi cos'è (Parlophon, IT 659)
- 1939: Cara Carolina/Io mi sento elettrizzar (Parlophon, GP 92970)
- 1939: Eravamo sette vedove/La vita è bella (Parlophon, GP 92972; lato B cantato da Michele Montanari)
- 1939: Ho ritrovato Shangaui Lill/Suona la trombettina (Parlophon, GP 93060; lato B cantato da Isa Bellini)
- 1940: Quella di Cortina/Il valzer della fotografia (Parlophon, GP 93115; con il Trio Lescano)

### Raccolte
- 1979: Le canzoni dei ricordi - Vol. 2 - (1941-1950) (Cetra, LCR 3002) con il brano Mille lire al mese
- 1982: La canzone e il cinema (Gruppo Editoriale Fabbri, 362582) con il brano Mille lire al mese
- 1983: A tempo di swing - Vol. 1 (AM & Co, AML 0100) con il brano Mille lire al mese
- 1984: Viaggio sentimentale (Fonit Cetra, LPP 401) con il brano Mille lire al mese
- 1984: Il tempo delle mille lire (IPSOA Edizioni Annali Economia Italiana, IPSOA 001) con il brano Mille lire al mese

## Filmografia
- Ecco la radio!, regia di Giacomo Gentilomo (1940)
- Macario contro Zagomar, regia di Giorgio Ferroni (1943)
- ...e non dirsi addio!, regia di Silvio Laurenti-Rosa (1948)
- Maracatumba... ma non è una rumba, regia di Edmondo Lozzi (1949)
- È arrivato il cavaliere, regia di Mario Monicelli e Steno (1950)
- La bisarca, regia di Giorgio Simonelli (1950)
- Turri il bandito, regia di Enzo Trapani (1950)
- Lebbra bianca, regia di Enzo Trapani (1950)
- La folla, regia di Silvio Laurenti-Rosa (1951)
- Il tallone d'Achille, regia di Mario Amendola e Ruggero Maccari (1952)
- Solo per te Lucia, regia di Franco Rossi (1952)
- Due lacrime, regia di Giuseppe Vari (1954)
- Messalina, Venere imperatrice, regia di Vittorio Cottafavi (1960)
- Un amore a Roma, regia di Dino Risi (1960)
- La vendetta dei barbari, regia di Giuseppe Vari (1960)
- Tempo di credere, regia di Antonio Racioppi (1962)
- Il duca nero, regia di Pino Mercanti (1963)
- Anonima suicidi, episodio di Bianco, rosso, giallo, rosa, regia di Massimo Mida (1964)
- Soldati e caporali, regia di Mario Amendola (1965)
- La danza delle ore, episodio di Io uccido, tu uccidi, regia di Gianni Puccini (1965)
- A... come assassino, regia di Angelo Dorigo (1966)
- Ora X - Pattuglia suicida, regia di Gaetano Quartararo (1969)
- Le inibizioni del dottor Gaudenzi, vedovo, col complesso della buonanima, regia di Giovanni Grimaldi (1971)
- Mussolini ultimo atto, regia di Carlo Lizzani (1974)

## Varietà radiofonici Eiar
- Canzoni e ritmi, varietà musicale con l'orchestra di Pippo Barzizza e le voci di Maria Jottini, Lina Termini, Gilberto Mazzi e il Trio Lescano, trasmesso il 29 gennaio 1939
- Due amici, farsa musicale di Lorenzo Gardini, regia di Guido Barbarisi, trasmessa il 28 febbraio 1940

## Varietà radiofonici Rai
- La Bisarca, rivista musicale di Garinei e Giovannini, con Riccardo Billi, Isa Bellini, Bice Valori, Giusi Raspani Dandolo, Gilberto Mazzi, Paolo Panelli, orchestra diretta da Mario Vallini e Gino Filippini, trasmessa in due stagioni 1949 1951.
- Sotto il parapioggia , rivista settimanale di Dino Verde e Renzo Puntoni, regia di Riccardo Mantoni, trasmessa nel 1951-1952.
- L'arte di morire, commedia di Achille Campanile, regia di Nino Meloni, trasmessa il 22 luglio 1957

## Prosa e varietà televisivi RAI
- Il coraggio di Augusto Novelli, regia di Marcello Sartarelli, trasmessa il 17 giugno 1962.
- Il giocatore, regia di Edmo Fenoglio, sceneggiato televisivo del febbraio 1965.
- Edoardo e Carolina di Félicien Marceau, regia di Vito Molinari, trasmessa il 5 marzo 1966.
- Non cantare, spara, regia di Daniele D'Anza, trasmessa nel 1968.
- Delitto di regime - Il caso Don Minzoni, regia di Leandro Castellani, trasmessa nel 1973.
- La guerra al tavolo della pace, trasmessa nel 1975.
- Qui squadra mobile, seconda serie, episodio Testimoni reticenti, trasmessa nel 1976.